# Rezerwat przyrody Bartnia
Rezerwat przyrody Bartnia – leśny rezerwat przyrody utworzony w 1977 r. na terenie gminy Obryte, leśnictwa Zambski, nadleśnictwa Pułtusk.
Celem ochrony jest zachowanie fragmentu naturalnego drzewostanu sosnowego stanowiącego miejsce lęgowe czapli siwej. Obiektem ochrony są drzewostany sosnowe naturalnego pochodzenia w wieku 140–170 lat, zachowane w stanie niezmienionym.
Regionalna nazwa rezerwatu „Czapliniec” pochodzi od czapli siwej gniazdującej na jego terenie. Niestety w wyniku prowadzonej w sąsiedztwie gospodarki leśnej ptaki przeniosły się do drzewostanu olszowego w pobliże wsi Pawłówek.

## Fauna
Na terenie rezerwatu udokumentowano występowanie gatunków zwierząt tj. borsuk, dzięcioł czarny, kowalik, mysikrólik, kilku gatunków sikor, padalec, zaskroniec, żmija zygzakowata, żaba trawna, ropucha zwyczajna.

## Flora
Bogate runo boru sosnowego tworzą: konwalia majowa, kostrzewa owcza, pszeniec zwyczajny, borówka brusznica, kokoryczka wonna, wrzos, gorysz pagórkowy, jastrzębiec kosmaczek, trzcinnik leśny, poziomka, goździk kartuzek, malina, kosmatka owłosiona, rozchodnik, gruszynka jednostronna, sasanka otwarta oraz mchy – gajnik lśniący, widłoząb kędzierzawy, modraczek i rokiet.